# Acacia drewiana
Acacia drewiana är en ärtväxtart som beskrevs av William Vincent Fitzgerald. Acacia drewiana ingår i släktet akacior, och familjen ärtväxter.

## Underarter
Arten delas in i följande underarter:
- A. d. drewiana
- A. d. minor